# قرع الحية الأقطع
قرع الحية الأقطع (الاسم العلمي:Trichosanthes truncata) هو نوع من النباتات يتبع جنس قرع الحية من الفصيلة القرعية.